# شبه جزيرة

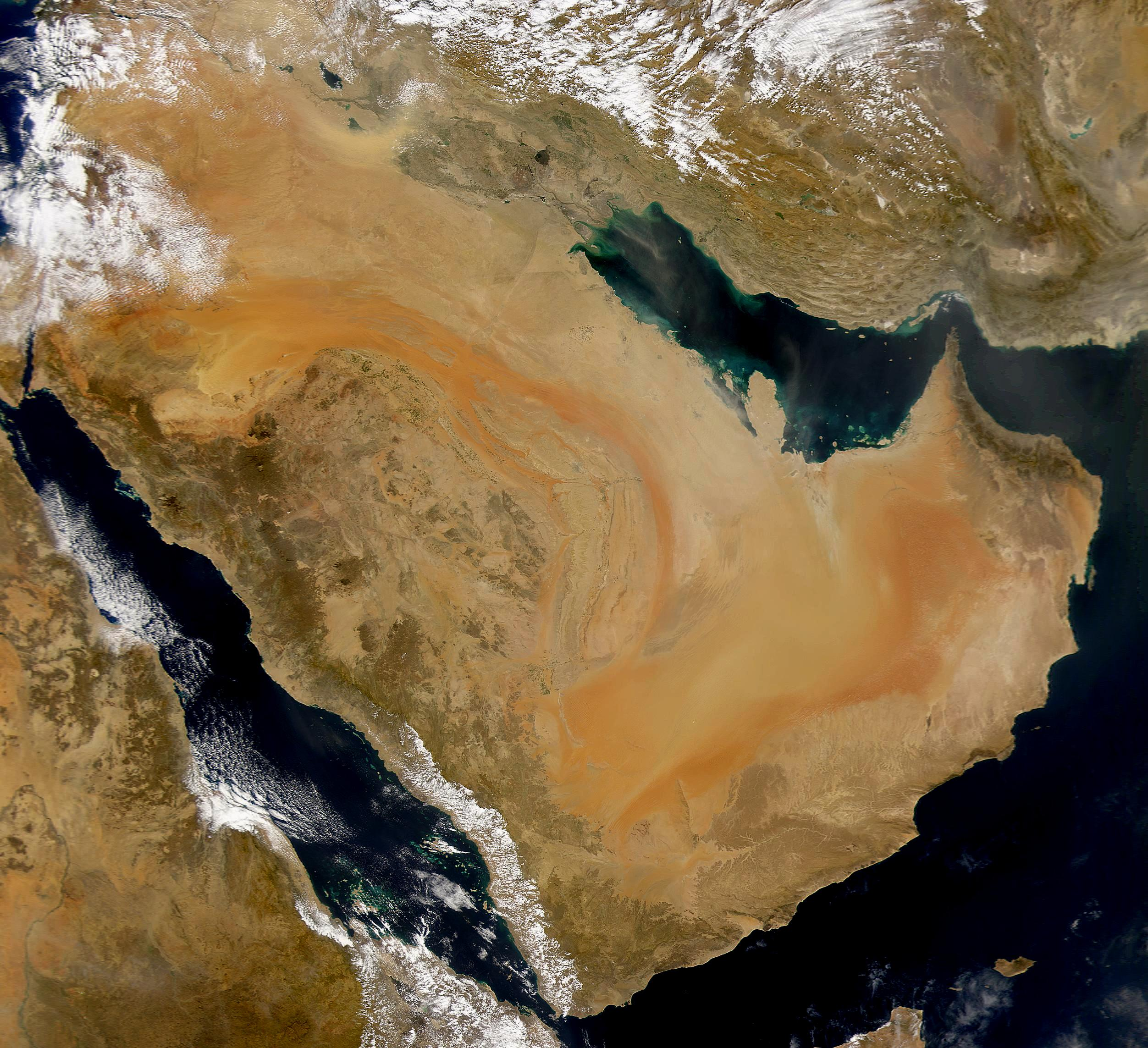
شبه الجزيرة العربية - أكبر شبه جزيرة في العالم -

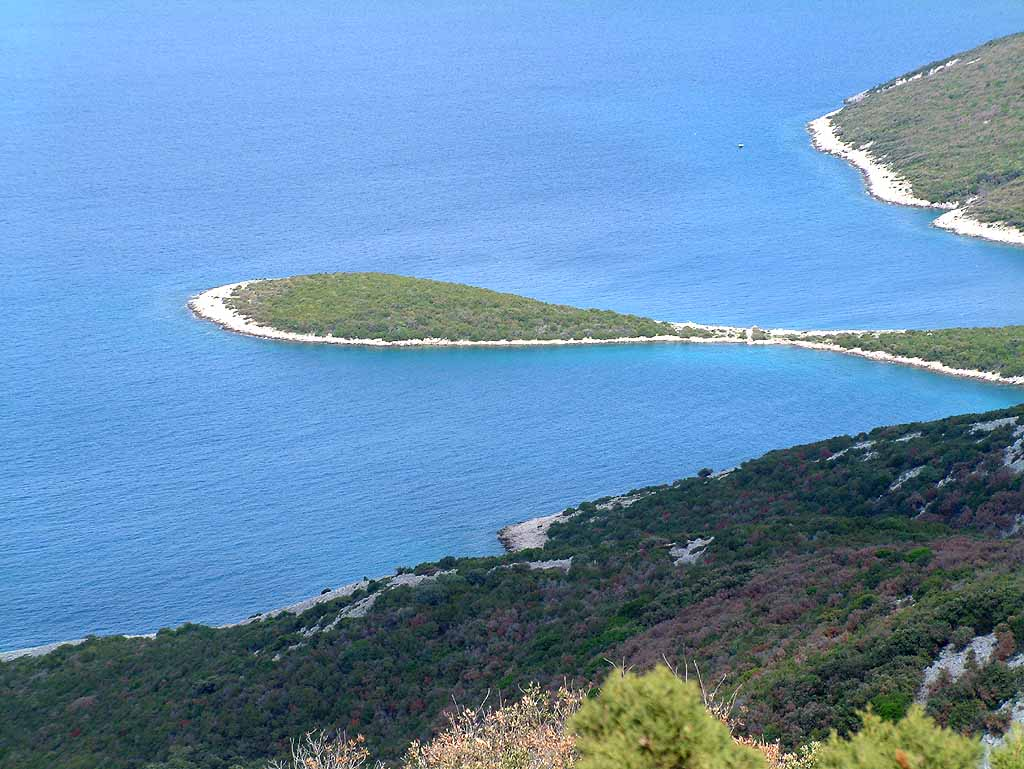
شبه جزيرة

شبه الجزيرة هي إحدى أشكال السطح الجغرافية وهي أي امتداد لليابسة محاط بالماء من ثلاث جهات ويتصل باليابسة عن طريق برزخ، مع مرور الزمن وازدياد تحات الصخور مع مياه البحر قد يختفي برزخ شبه جزيرة ما مكونا جزيرة جديدة. قد تصل مساحة شبه الجزيرة لما يزيد عن مئات الكيلومترات. يمكن أن تكون شبه الجزيرة لسانا أو رأسا ممتدا في البحر.

## آسيا

### الصين
- كولون, (هونغ كونغ)
- ليزهو
- لياودونغ
- شاندونغ
- فان لو, (هونغ كونغ)
- ساي كنغ, (هونغ كونغ)
- شبه جزيرة ستانلي, (هونغ كونغ)
- تشي ما ون, (هونغ كونغ)
- تشنغ هوم كوك, (هونغ كونغ)
- وان تساي

### روسيا
- شبه جزيرة كامشاتكا

### الشرق الأوسط
- شبه جزيرة سيناء في مصر
- شبه جزيرة الفاو في العراق
- شبه جزيرة مسندم بين عمان والإمارات العربية المتحدة
- قطر
- شبه الجزيرة العربية
- مارماريكا (شبه جزيرة) مدينة طبرق في ليبيا
- آسيا الصغرى في تركيا

### شبه القارة الهندية
- الهند ، هي بأكملها شبه جزيرة.
- شبه جزيرة جوادر في باكستان

### الشرق الأقصى
- شبه جزيرة ليائدونغ في الصين
- شبه جزيرة شاندوغ في الصين
- شبه جزيرة كوريا

### جنوب شرق آسيا
- شبه جزيرة الملايو

## أوروبا
تعتبر أوروبا في بعض الأحيان شبه جزيرة كبيرة تمتد قبالة أوراسيا. على هذا النحو، فهي واحدة من أكبر شبه الجزر في العالم والوحيدة التي تتمتع بوضع القارة الكاملة. وهي تتألف من العديد من شبه الجزر الأصغر، وأشباه الجزر الأربع الرئيسية والأكبر هي شبه الجزر الإسكندنافية والإيبيرية والبلقان وإيطاليا.

### شبه جزيرة البلقان

خريطة جغرافية للبلقان

البلقان هي شبه جزيرة تضم ألبانيا والبوسنة والهرسك وبلغاريا وكرواتيا واليونان وكوسوفو ومقدونيا الشمالية والجبل الأسود ورومانيا وصربيا وسلوفينيا والجزء الأوروبي من تركيا.

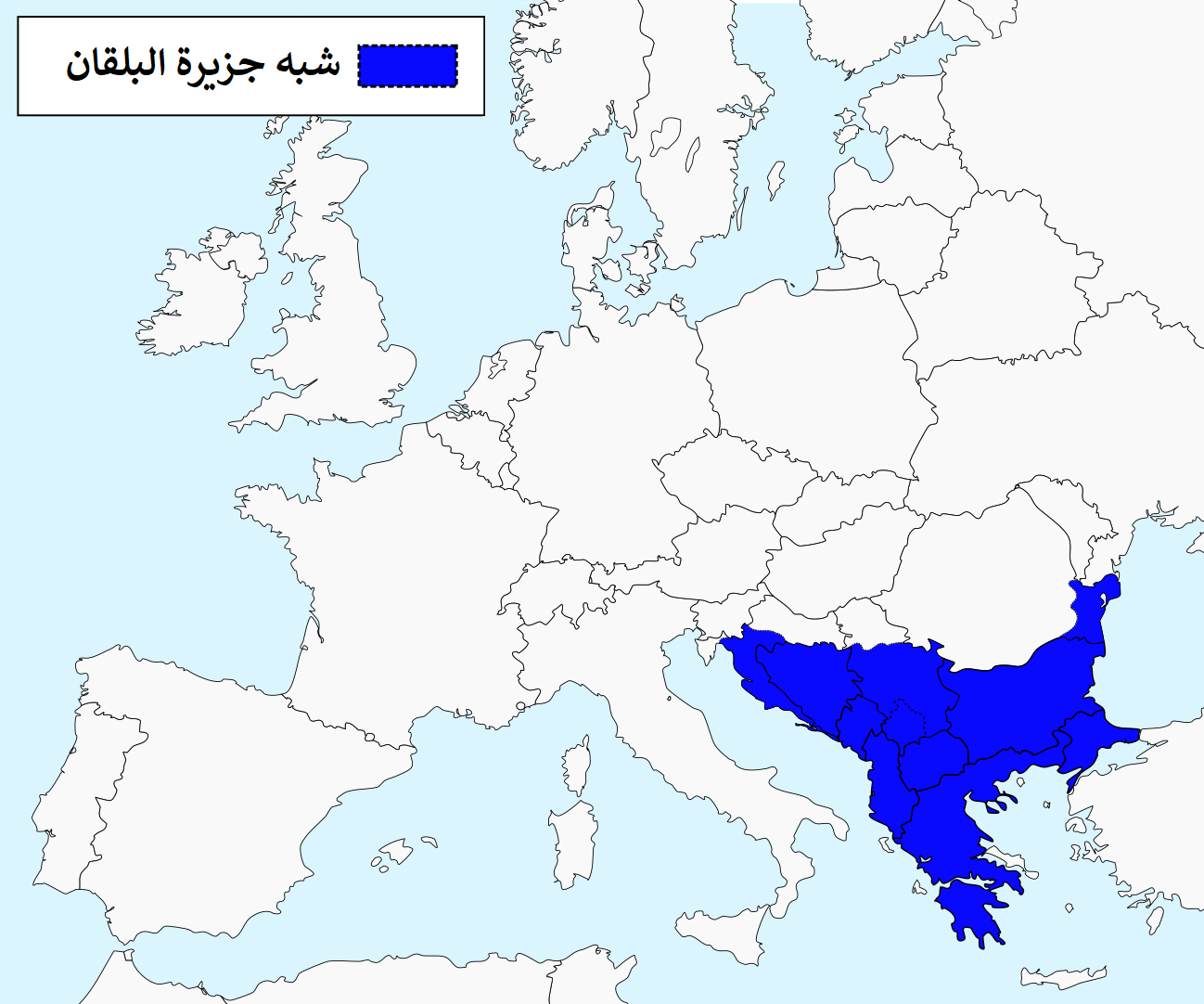
خريطة شبه جزيرة البلقان

وتحتوى البلقان على العديد من أشباه الجزر:

#### أشباه الجزر فياليونان:
- شبه جزيرة خالكيذيكي
- شبه جزيرة كاساندريا
- شبه جزيرة ماني
- شبه جزيرة بيلوبونيز (تعتبر حاليًّا جزيرة بسبب قناة كورنث)
- شبه جزيرة سيذونيا
- شبه جزيرة بيليون

#### أشباه الجزر فيكرواتيا
- شبه جزيرة إستريا
- شبه جزيرة البيليساك
- شبه جزيرة برفلاكا
- شبه جزيرة أسبالطو
- شبه جزيرة زادار

#### أشباه الجزر فيسلوفينيا
- شبه جزيرة بيران

#### أشباه الجزر فيالبوسنة والهرسك
- شبه جزيرة كليك

#### أشباه الجزر فيألبانيا
- شبه جزيرة كارابورون

#### أشباه الجزر فيالجبل الأسود

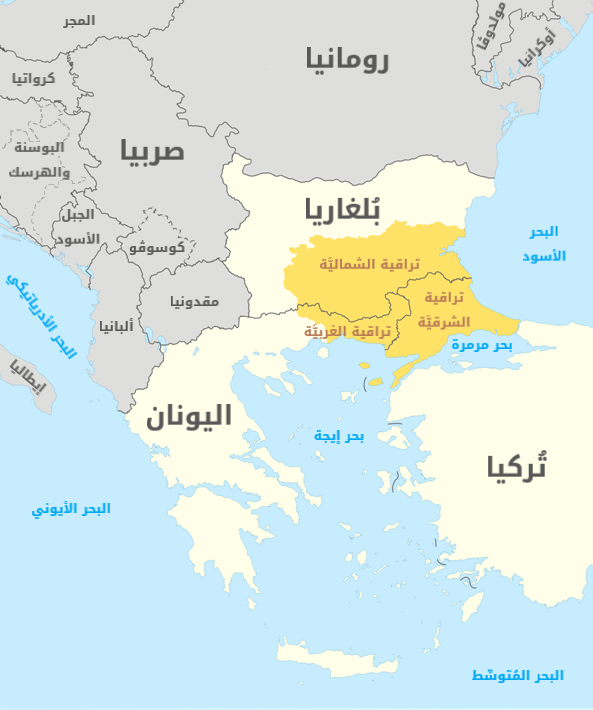
خريطة شبه الجزيرة التراقية التي تقع بدورها داخل شبه جزيرة البلقان

- شبه جزيرة لوستيكا

#### شبه جزيرة تراقيا
تقع تراقيا التاريخية داخل حدود ثلاث دول وهم تركيا وبلغاريا واليونان، وتقع داخل شبه جزيرة البلقان، وبها شبه جزيرة واحدة تابعة لتركيا

#### أشباه الجزر فيتركيا
- شبه جزيرة جاليبولي

### شبه الجزيرة الأيبيرية

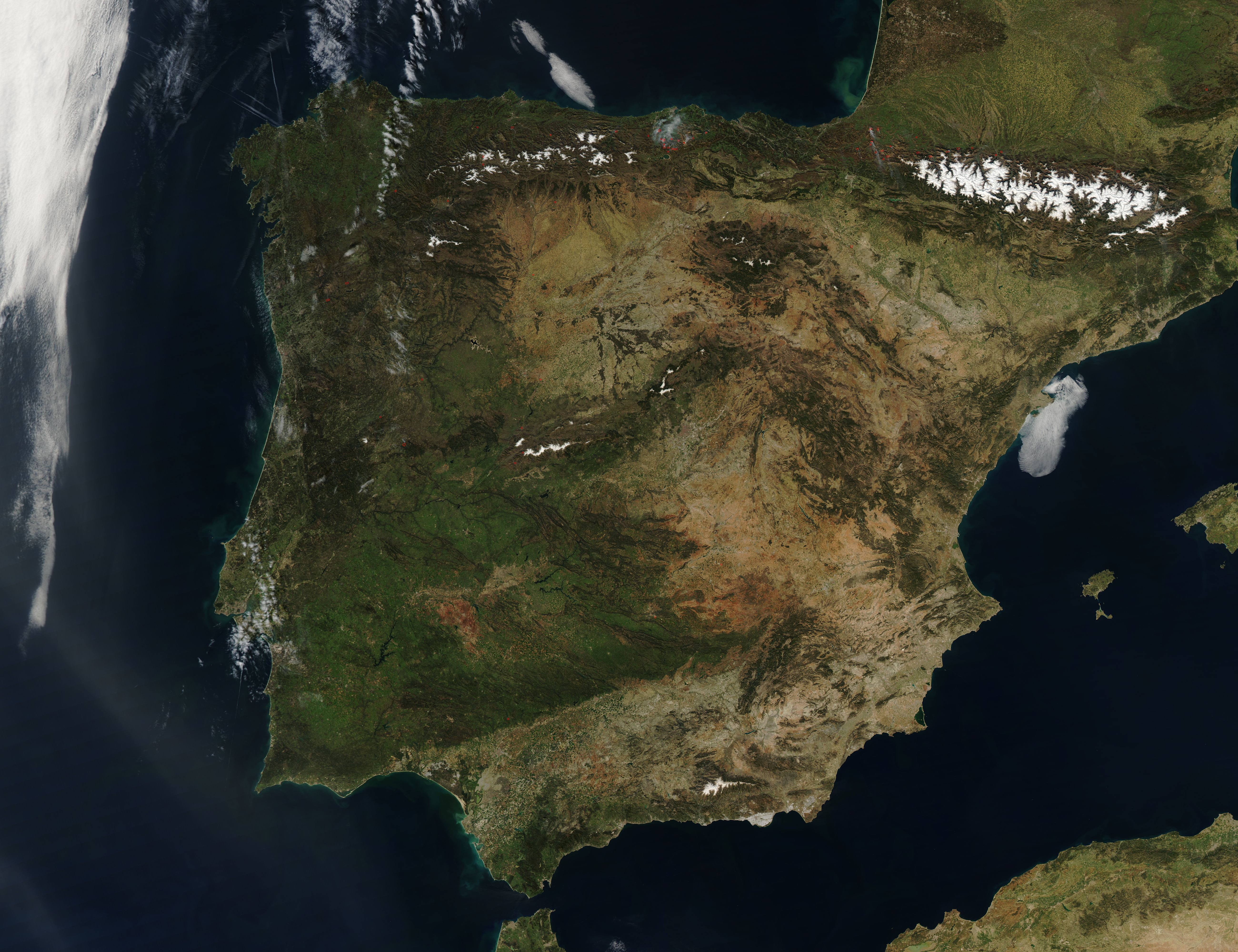
شبه الجزيرة الأيبيرية من الفضاء في العاشر من مارس-آذار 2017

تسمى أحيانًا بشبه القارة القشتالية، أو شبه القارة الإسبانية، تشمل شبه الجزيرة الأيبيرية البرتغال وإسبانيا وأندورا وجبل طارق (من أقاليم ما وراء البحار البريطانية) وجزء صغير من جنوب فرنسا، وهي سمة جغرافية مهيمنة في أيبيريا، وتحتوي على العديد من أشباه الجزر:

#### أشباه الجزر فيإسبانيا
- شبه جزيرة فيلان
- شبه جزيرة قادس

#### أشباه الجزر فيإقليم جبل طارق
- شبه جزيرة جبل طارق

#### أشباه الجزر فيالبرتغال
- شبه جزيرة بينيتشي

### شبه الجزيرة الإيطالية

الحد الأدنى لحدود شبه جزيرة إيطاليا باللون الأخضر الداكن والحد الأقصى للحدود(بما في ذلك شمال إيطاليا) باللون الأخضر الفات

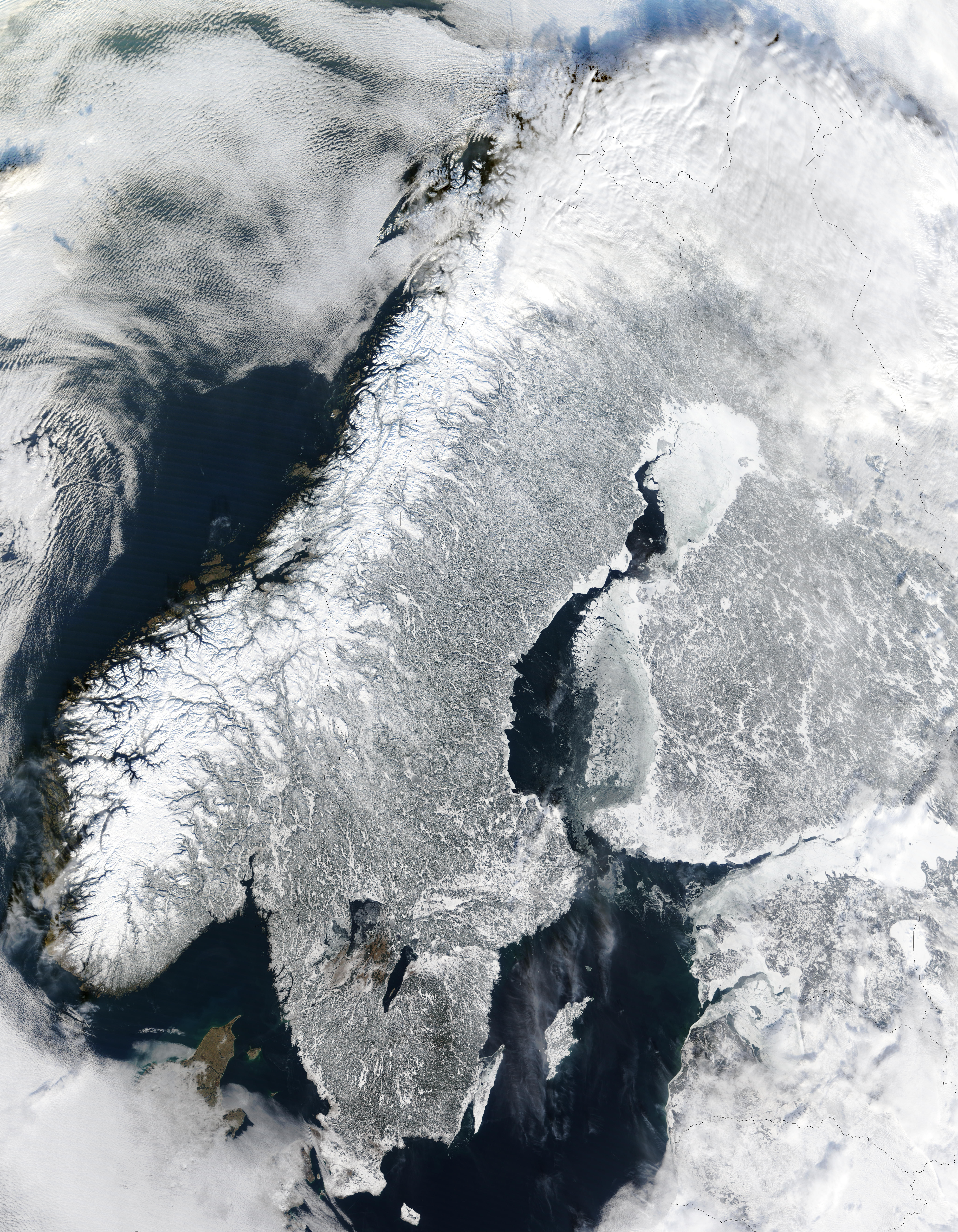
شبه الجزيرة الإسكندنافية من الفضاء

- شبه جزيرة غارغانو
- شبه جزيرة قلورية
- شبه جزيرة سالنتو
- شبه جزيرة بيومبينو
- شبه جزيرة بورتوفينو
- شبه جزيرة بورتو فينيري
- شبه جزيرة غيطة
- شبه جزيرة جبل أرجينتاريو
- شبه جزيرة سوررينتو

### شبه الجزيرة الفينوإسكندنافية
وتشتهر كذلك بفينوسكنديا، وهو مصطلح جيولوجي وجغرافي يطلق على شبه الجزيرة الإسكندنافية وفنلندا وجمهورية كاريليا التابعة للاتحاد الروسي.

#### شبه الجزيرة الإسكندنافية

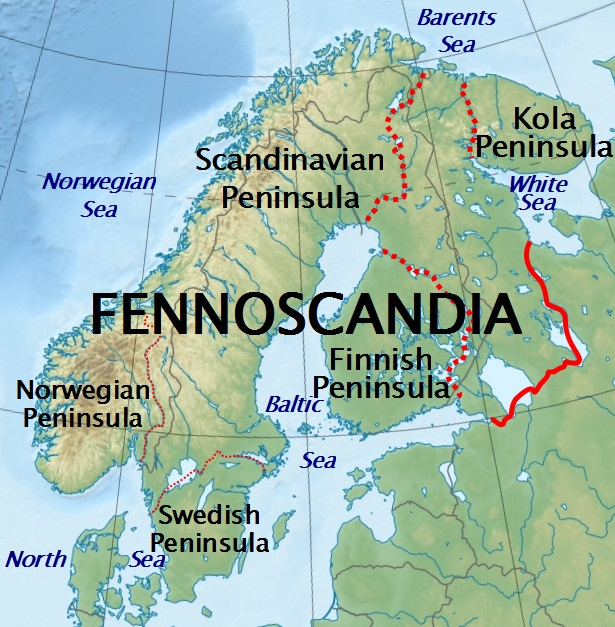
خريطة فينوسكنديا

##### أشباه الجزر فيالنرويج
- شبه جزيرة برجن
- شبه جزيرة بيجدوي
- شبه جزيرة بروجر
- شبه جزيرة فوسن
- شبه جزيرة هوروملانديت
- شبه جزيرة لستا
- شبه جزيرة لنجن
- شبه جزيرة نوردكن
- شبه جزيرة نيسودن
- شبه جزيرة بورسانغر
- شبه جزيرة سنارويا
- شبه جزيرة ستاد
- شبه جزيرة ستافانغر
- شبه جزيرة سفيرهولت
- شبه جزيرة فارانجر

##### أشباه الجزر فيالسويد
- شبه جزيرة سكونا

### شبه الجزيرة الفنلندية
- شبه جزيرة بوركالا

### شبه الجزيرة اليوتلاندية

خريطة شبه الجزيرة اليوتلاندية

تحتوي على أراضي المملكة الدنماركية الأم، وبعض أراضي شمال ألمانيا وتحتوي على أشباه الجزر، وتعتبر حاليًّا جزيرة بعد إنشاء قناة كيل في ألمانيا.

### أشباه الجزر فيالدنمارك

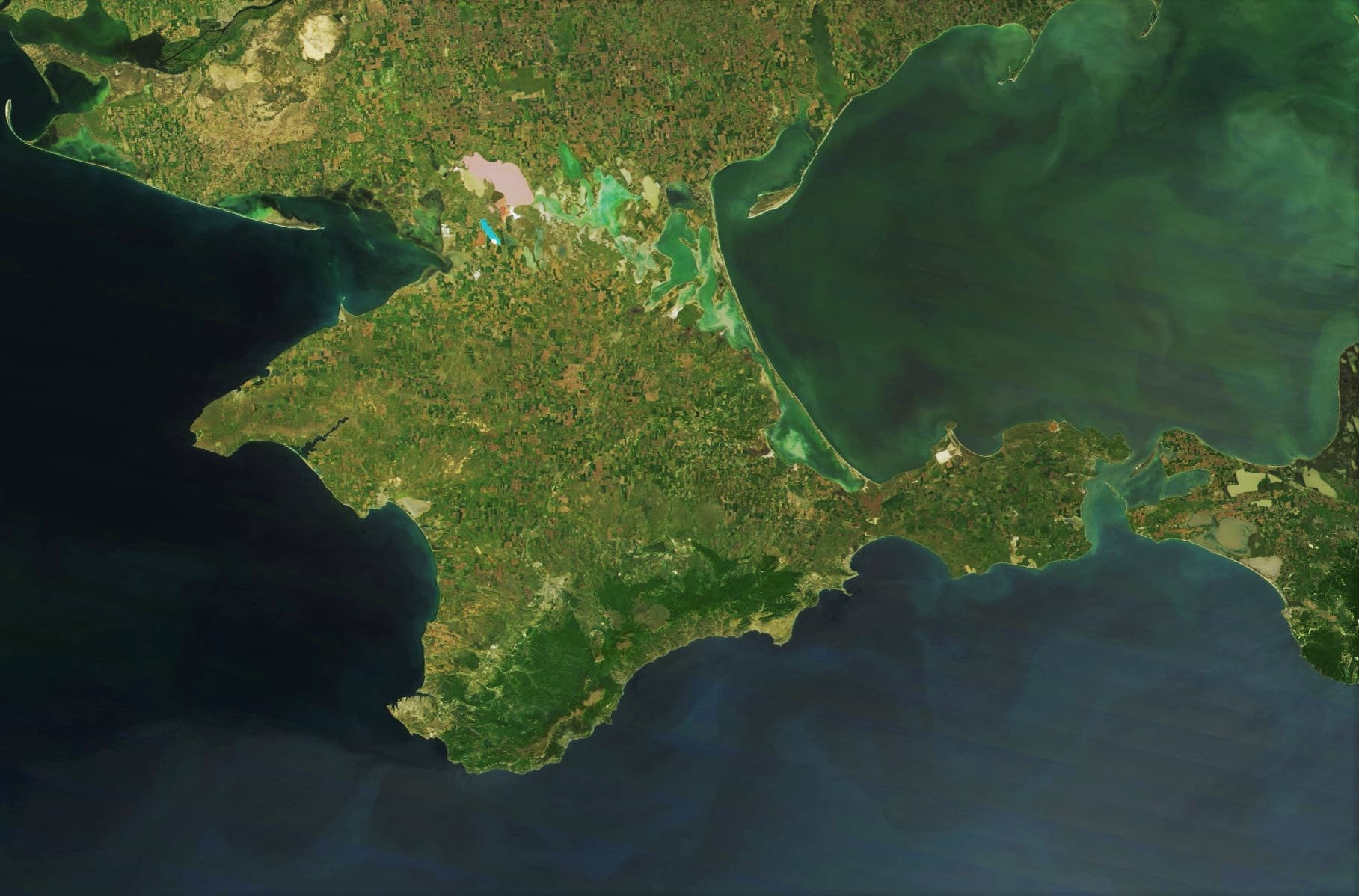
صورة فضائية لشبه الجزيرة القرميَّة، تم التقاطها بالسادس عشر من مايو-أيّار للعام 2015

- شبه جزيرة دجورسلاند
- شبه جزيرة جرينن
- شبه جزيرة هيلجنس
- شبه جزيرة هندشولم
- شبه جزيرة هورنشيرريد
- شبه جزيرة كيجناس
- شبه جزيرة مولس
- شبه جزيرة أودشيرريد
- شبه جزيرة ساللينج
- شبه جزيرة ستيفنس
- شبه جزيرة سانديفد

### شبه جزيرة القرم

#### أشباه الجزر بها

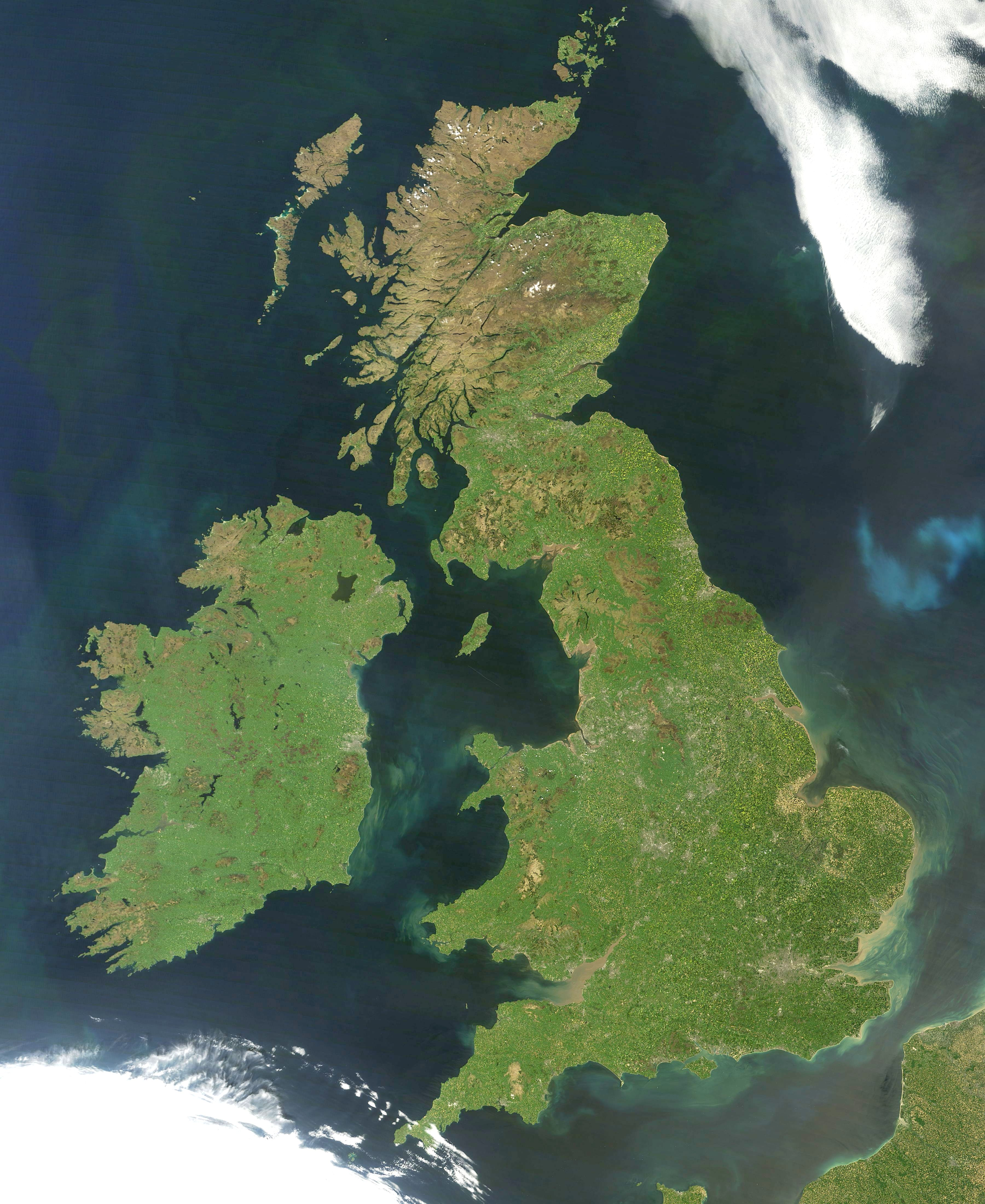
صورة فضائية للجزر البريطانية، أكبر جزيرتين هم جزيرة بريطانيا العظمى وجزيرة أيرلندا، تم التقاطها في الرابع من يونيو-حزيران 2012

- شبه جزيرة تشونهار

### أشباه الجزر الواقعة داخلالجزر البريطانية

#### أشباه الجزر التابعةللمملكة المتحدة

##### أشباه الجزر فيمقاطعة إنجلترا
- شبه الجزيرة الجنوبية الغربية
- شبه جزيرة دينجي
- شبه جزيرة الفيلد
- شبه جزيرة بريكسهام
- شبه جزيرة هوو
- شبه جزيرة روزلاند
- شبه جزيرة بير ألستون شبه جزيرة كارتمل

المملكة المتحدة بللون الأخضر الفاتح، ومقاطعة ويلز باللون الأخضر الغامق

- المملكة المتحدة بللون الأخضر الفاتح، ومقاطعة ويلز باللون الأخضر الغامقشبه جزيرة فرنس
- شبه جزيرة جوسبورت

#### أشباه الجزر فيمقاطعة إسكتلندا
- شبه جزيرة الروو
- شبه جزيرة رينز جالواي
- شبه جزيرة كينتاير
- شبه جزيرة فايف
- شبه جزيرة أردنامورشان

#### أشباه الجزر فيمقاطعة ويلز
- شبه جزيرة ويلز، تعتبر ويلز شبه جزيرة بالأساس
- شبه جزيرة جووِر
- شبه جزيرة لين
- شبه جزيرة مارلوس
- شبه جزيرة جنوب بيمبروكشاير

## أمريكا الشمالية
- شبه جزيرة ألاسكا
- شبه جزيرة فلوريدا
- شبه جزيرة لبرادور
- شبه جزيرة كاليفورنيا

## أمريكا الجنوبية
- شبه جزيرة نيكويا